# D3 (ドラァグクイーン)
D3（ディースリー）は、日本のドラァグクイーン・トリオYouTuber。

## メンバー
- 枝豆順子
- サマンサ・アナンサ
- チョモランマLUNA子（LUNA）

## 人物
きっかけは2020年、ラッパーのLUNAとサマンサ・アナンサによるSNSコラボ配信である。その際LUNAがドラァグクイーンのメイクに興味を持ち派生したもの。それまで女性はドラァグクイーンになれないと思っていたLUNAはラジオで「自分もなってみたいと思った」と語っている。後にコロナ禍が故に、「何か元気が出る面白いことをやりたい」思いから、当時ドラァグクイーンである友人・枝豆順子を含む3人でYouTubeライブをスタート、クイーンズサミットを開催以来ドラァグクイーントリオとしてYouTubeの企画が徐々に広がりをみせる。以降イベントへの参加を期にオリジナル曲「楽しまなくちゃそん」をリリース。イベントやラジオではMC、DJ、音楽活動を行っている。

## 出演

### テレビ
- かまいガチ（テレビ朝日）2023年6月29日
- スーパー4Kマジックショー（BS朝日）2023年12月23日

### ラジオ
- EVENING STATION（FM戸塚）毎週火曜 17時〜18時55分
  - MC枝豆順子（D3・不定期出演）[3][4]

### WEB配信
- Repezen Foxx 240時間生配信・アマギフおみくじ 2022年12月25日

### イベント
- JCI日本青年会議所 卒業祝賀会（MC・LIVE）2022年12月22日
- GATHERING -THE DRAG QUEEN SHOW BY DRAG QUEENS FOR DRAG WUEEN LOERS-（MC・LIVE）2023年09月11日[5]
- BS朝日presentsスーパー4KマジックショーMr.マリック超魔術団 2024 (MC・LIVE)
  - 2024年3月20日（水・祝）東京、3月30日（土）滋賀、4月20日（土）大阪 [6]

### 楽曲
- 楽しまなくちゃそん（TSUGUMI）2023年9月8日